# Donje Stravče
Donje Stravče (cyr. Доње Стравче) – wieś w Czarnogórze, w gminie Podgorica. W 2011 roku liczyła 14 mieszkańców.